# Sven Linde
Sven Linde, född 12 april 1881 i Folkärna församling, Kopparbergs län, död 31 augusti 1947 i Kungsholms församling, Stockholm, var en svensk redaktör.
Linde blev intressent i Borlänge Tidning 1905, var redaktionssekreterare i Salaposten 1906-09 och i Vestmanlands Läns Tidning 1909-18. Han var avdelningschef i Nordiska Presscentralen 1918-19, medverkade till organiserandet av landsortspressens egen telegrambyrå, Presstelegrambolaget, 1919 och var redaktionsledare där 1920-21. Han var souschef i Tidningarnas Telegrambyrå (TT) och chef för dess inrikesbyrå 1922-41. Han var även styrelseledamot i Publicistklubben och dess tekniska pressombudsman samt styrelseledamot och vice ordförande i Sveriges publicisters pensionskassa.